# Улица Кирова (Подольск)
Улица Ки́рова — одна из главных улиц города в центральной части Подольска. Разделяет несколько районов города Межшоссейный и Зелёновский, Высотный и Ивановское. Улица носит название в честь Сергея Мироновича Кирова — революционера, советского государственного и политического деятеля.

## Описание

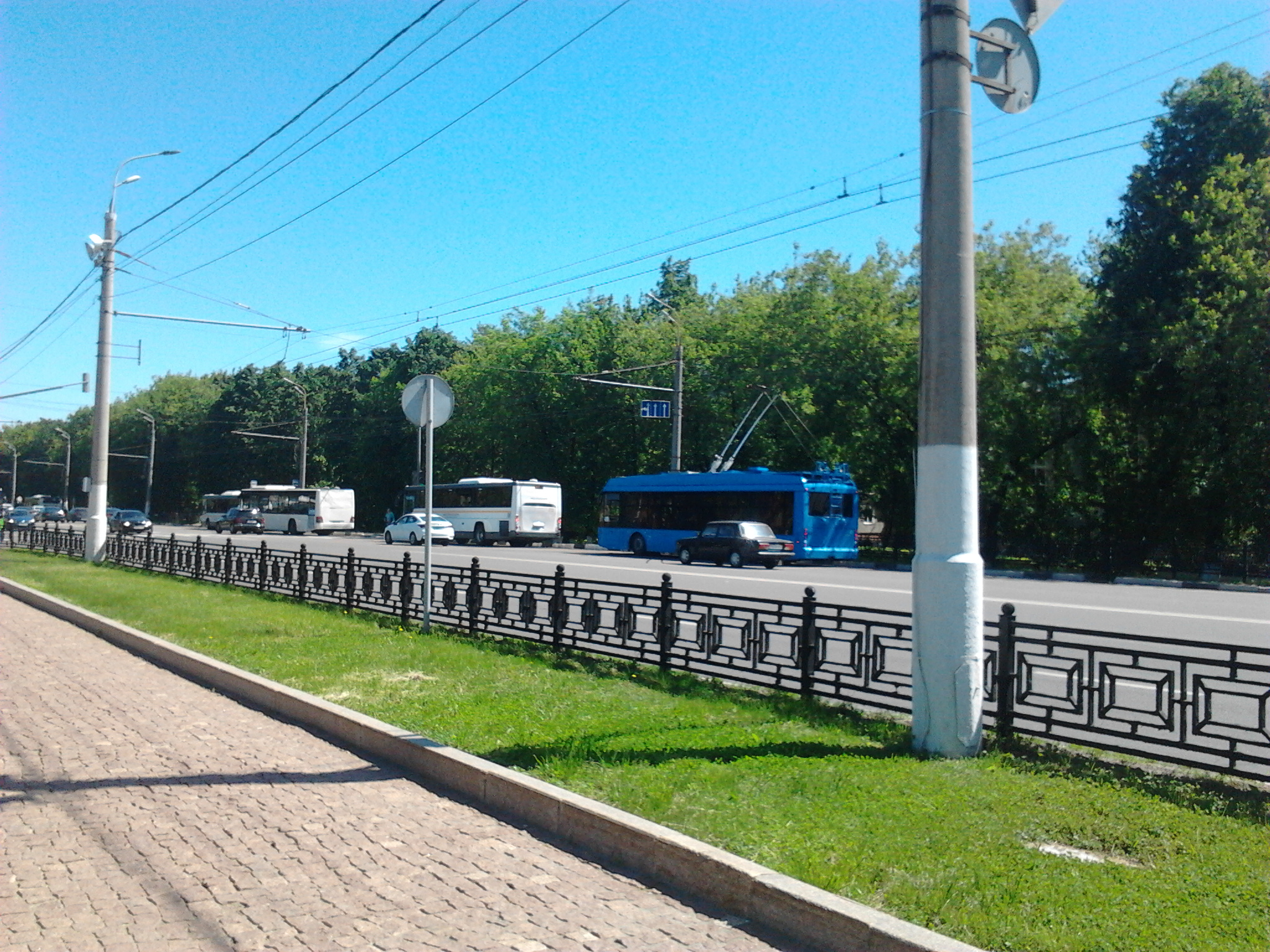
Улица Кирова у сквера Подольских курсантов

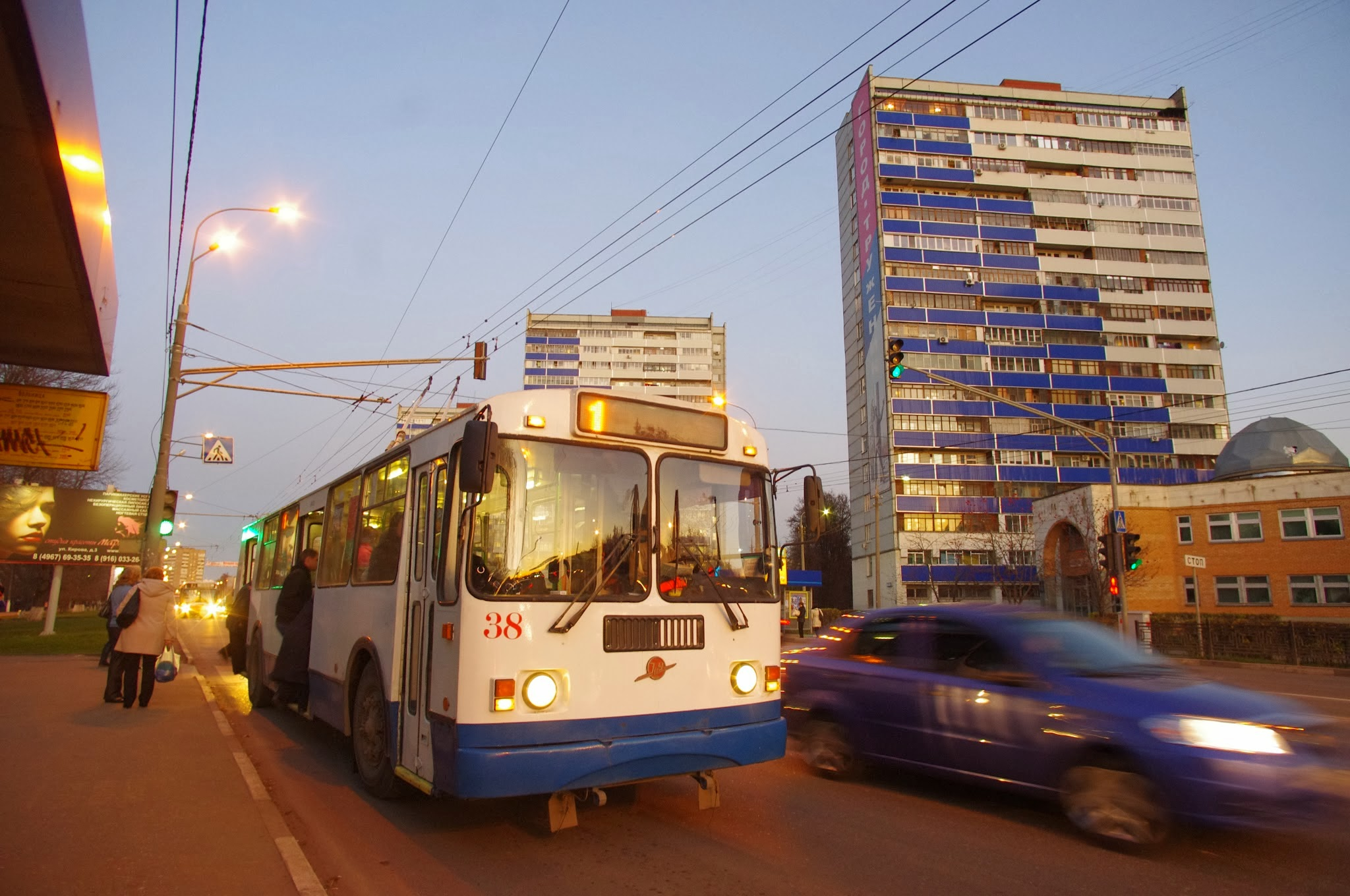
Троллейбус на улице Кирова

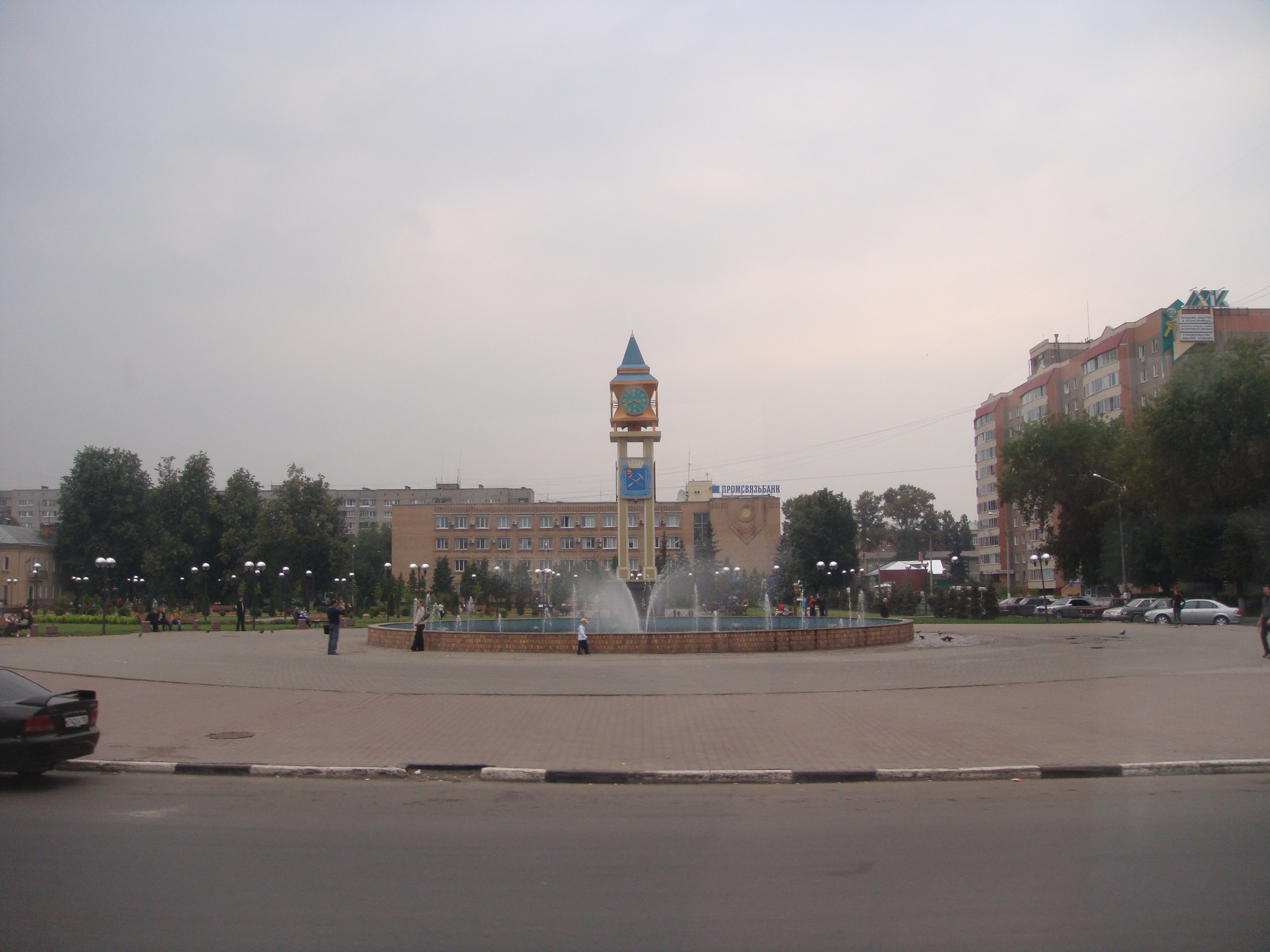
Сквер Поколений на площади Ленина

Улица Кирова одна из общегородских магистральных улиц Подольска. Улица проходит от центральной площади Подольска — площади Ленина в юго-западном направлении до границы города, переходя в Варшавское шоссе.
Исторически сложилось, что на улице сосредоточены основные социальные и общественно деловые зоны, а также транспортные и пешеходные потоки.
Нумерация домов начинается со стороны площади Ленина.
Справа по ходу движения от начала улицы примыкают улица Караваева, улица Соколова, улица Маштакова, Парковая улица, Октябрьский проспект и Фетищевская улица.
Слева по ходу движения от начала улицы примыкают улица Стекольникова, улица Володарского, Трудовая улица, улица Клемента Готвальда, Высотная улица и трасса Южный обход Подольска.
Пересекает улицу Кирова в центральной части только улица 50 лет ВЛКСМ.
На всем своем протяжении улица Кирова является улицей с двухсторонним движением.
Почтовый индекс улицы Кирова в Подольске: 142100, 142110, 142117.

## Примечательные здания и сооружения
- Площадь Ленина с памятником Владимиру Ильичу Ленину.
- Сквер Поколений с фонтаном и часовой башней (площадь Ленина)[4]. Одно из излюбленных мест свадебных церемоний.
- Администрация городского округа Подольск (улица Кирова дом 4).
- Сквер имени Александра Сергеевича Пушкина с памятником великому русскому поэту (пересечение улицы Кирова с улицей Соколова). Памятник Пушкину открыт 6 июня 1999 года в день рождения «первого русского поэта». Автором бюста поэту из красно-коричневого гранита и надписью (строка из стихотворения к «Чаадаеву») на постаменте «Мой друг, отчизне посвятим души прекрасные порывы» является скульптор из Подольска, член Союза художников России, заслуженный художник России Виктор Михайлович Михайлов[5]. Сквер имени Пушкина на улице Кирова является местом ежегодных мероприятий «Встречаемся у Пушкина», проводящихся в честь дня рождения поэта[6].
- Мемориал Подольских курсантов, стела их памяти и экземпляр пушки ЗИС-3 времен Великой Отечественной войны (пересечение улицы Кирова с улицей Парковой). Авторы проекта член Союза советских художников Ю. Л. Рычков, скульпторы А. Н. Новиков и А. Г. Мямлин, архитекторы Л. П. Земсков и Л. А. Скроб[7]. Открытие памятника Подольским курсантам происходило в торжественной обстановке на кануне Дня Победы 7 мая 1975 года.
- Ледовый дворец «Витязь» (улица Кирова, дом 63А)[8].
- Монумент русскому витязю (бронзовая фигура на постаменте) (улица Кирова, д. 63А). Памятник установлен при главном входе на территорию спортивного комплекса «Витязь». Открытие памятника состоялось в 2000 году. Автором бронзового монумента является известный московский скульптор Вячеслав Михайлович Клыков. Памятник представляет собой конную фигуру витязя в доспехах на высоком постаменте, который разит змея.
- Бульвар Льва Толстого вдоль улицы Кирова (между улицами Клемента Готвальда и улицей 50-летия ВЛКСМ), с памятником великому русскому писателю. Бульвар приурочен к 185 годовщине со дня рождения Льва Толстого и в память о посещении писателем русских городов и деревень (в том числе и Подольска) во время путешествия из Москвы в Ясную поляну[9]. Документально зафиксировано, что писатель не раз бывал в Подольске. Авторы памятника скульптор А.Рожников и В.Тихомиров.
- Фонтан и скульптурная композиция «Первый бал Наташи Ростовой» (бульвар Льва Толстого)[10]. Композиция находится в завершающей части пешеходной зоны до улицы Клемента Готвальда. Авторы композиции скульптор, член Союза художников России Андрей Плиев, архитекторы Михаил Королев и Александр Грамматчиков.
- Центральный архив Министерства обороны Российской Федерации (ЦАМО РФ) (улица Кирова, владение 74)[11][12].

## Транспорт
По улице осуществляется движение общественного транспорта. По улице проходят маршруты автобусов № 3, № 13, № 1004, № 406, № 1050, № 21, № 24, № 520, № 65, № 18, № 4, № 1026, № 6, № 63, № с924 (бывший 1024), № 1034, № 1028, № 417, № 1048, № 1033, № 1036,№ 1030,№ 1047, № 446, № с996 (бывший 1047), № 1077, № 20, № 9.
По улице Кирова проходят маршруты маршрутных такси № 3к, №28к, № 30, № 9к, № 36к, № 37к, №1246к.
Также по улице осуществляется движение троллейбусных маршрутов № 1, № 2, № 3, №4к и № 5.